# Juan Arancio
Juan Arancio (Santa Fe, 24 de agosto de 1931-Ibidem, 1 de marzo de 2019) fue un pintor, dibujante e historietista argentino. Tuvo una larga trayectoria como argumentista, ilustrador, dibujante e historietista en importantes revistas, ilustrando argumentos propios. 

## Biografía
En las revistas El Tony, Intervalo y Anteojito, y el diario Clarín publicó obras de temática gauchesca. En este mismo diario publicó entre 1967 y 1973 las historietas El Chumbiao y El Capitán Ontiveros.
Son también de su autoría las historietas Corso Pete, Trinchera, Puño de Hierro, Poncho Negro, Vida Escolar y Santos Bravo. Esta última publicada en 1961 en Hora Cero Extra, trata acerca del pasado argentino  
Publicó una tira diaria llamada Juan Chiviro en el periódico El Litoral de la capital santafesina.
En el exterior, trabajó para los estudios Fleetway de Inglaterra, los Estudios Walt Disney y la editorial italiana Scorpio
Realizó exposiciones de sus dibujos en tinta china en España (1983), Alemania (1986), Sicilia, Italia (1987), Universidad de Austin (Texas, 1991), Canadá (1991) y en la Universidad de Pittsburg (Pensilvania, 1992).

## Premios y distinciones
A lo largo de su carrera, Juan Arancio recibió numerosos premios y distinciones. 
- 1954
  - Primer Premio de Pintura del Museo Municipal de Artes Visuales
- 1973 
  - Premio Santa Clara de Asís
  - Distinción Bienal de Lucca, Italia
  - Distinción Primer Ferroviario de Bronce, Santa Fe
  - Premio Mejor tapa Martín Fierro, Filadelfia, Estados Unidos
- 1986
  - Premio San Nicolás de Bari
- 1989
  - Premio Brigadier López a la excelencia humana
- 1990
  - Premio Acrópolis
  - Premio Jean Cartier
- 1991 
  - Distinción Carlos Pellegrini
  - Distinción Dr. Leonis
  - Distinción Paso del Salado
- 1993
  - Nombramiento de Ciudadano Ilustre de la Ciudad de Santa Fe otorgado por el Consejo Municipal Santafesino
- 1998
  - Distinción La tierra y su gente
- 1999
  - Distinción Orden del Poncho

## Homenajes
Llevan su nombre el Escenario del Festival Folclórico y la Sala de Cultura de Formosa (capital), la Sala de Cultura de Pilar (Santa Fe) y la Biblioteca del Barrio San Agustín de Santa Fe. También, desde el año 2013, cumpliendo sus 25 años el Jardín de infantes n°150 del barrio El Pozo en Santa Fe Capital, fue bautizado con el nombre del artista.
También se realizó un cortometraje en 2009; dirigido por Osvaldo Cristian Huja, que lo destaca como "El poeta de la imagen". Este documental destaca la sencillez de un genio que "no dejó las raíces de lado, sino que cultivó su arte en ellas”.[cita requerida]